# Monoterpenolo O-acetiltransferasi
La monoterpenolo O-acetiltransferasi è un enzima appartenente alla classe delle transferasi, che catalizza la seguente reazione:
acetil-CoA + un monoterpenolo ⇄ CoA + un monoterpenolo acetato estere
Possono essere acetilati il (-)-mentolo, il (+)-neomentolo, il borneolo, e anche il cicloesanolo e il decan-1-olo.